# Prototyp (Motorsport)
Als Prototyp bezeichnet man im Motorsport Rennwagen und -motorräder, die nur für den Rennsport konstruiert wurden. Ähnlich wie Formelwagen haben diese Fahrzeuge keine oder nur sehr geringe Verwandtschaft mit Serienfahrzeugen und können somit für die speziellen Anforderungen im Motorsport gebaut werden.

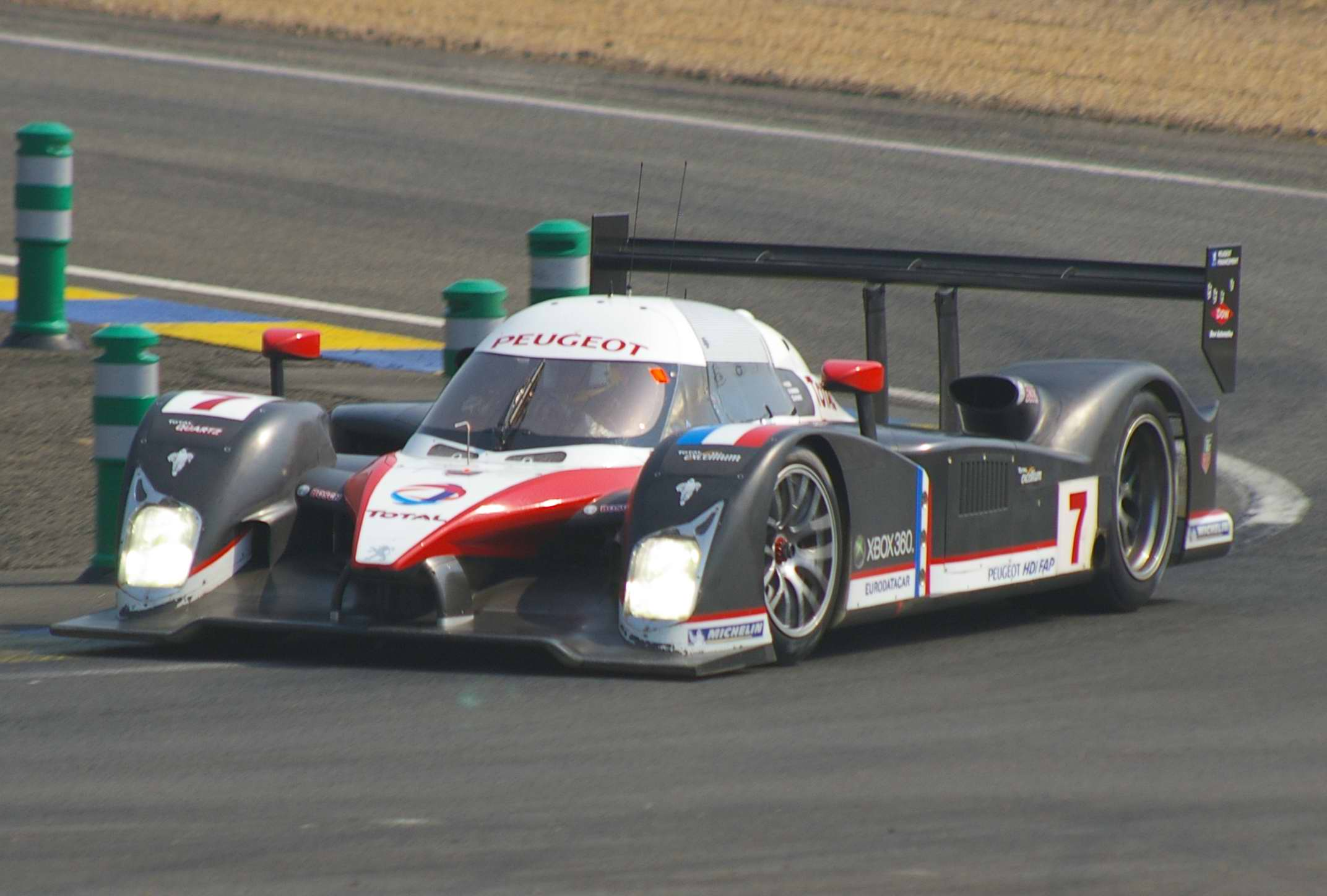
Le-Mans-Prototyp Peugeot 908 HDi FAP

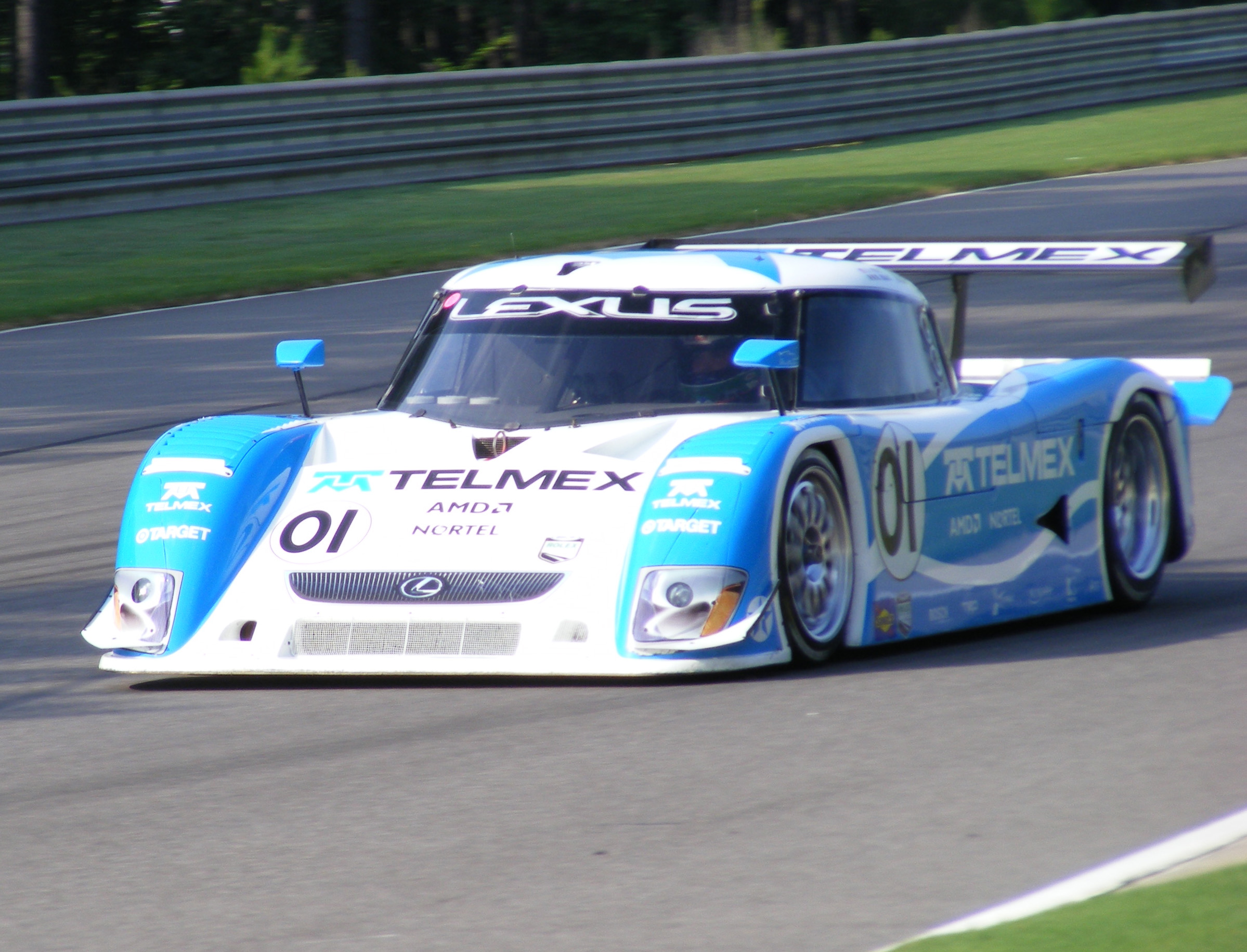
Daytona-Prototyp Riley Mk.XI

Bei Sportwagenrennen gibt es neben den Gran-Turismo-Fahrzeugen auch die sogenannten Sport-Prototypen. Diese nehmen die höchsten Klassen bei Sportwagenrennen ein. Durch die berühmten Langstreckenrennen von Le Mans und Daytona entwickelten sich dort spezielle Reglements für Sportprototypen, deren Klasse sich nach dem jeweiligen Langstreckenklassiker benennt. So gibt es für das 24-Stunden-Rennen von Le Mans die Le-Mans-Prototypen, kurz auch LMP genannt, und für das 24-Stunden-Rennen von Daytona die Daytona-Prototypen. Zusätzlich zu diesen einmal im Jahr stattfindenden Rennen gibt es auch Rennserien, in denen diese Sportprototypen zum Einsatz kommen. Daneben fahren in Serien Fahrzeuge nach dem technischen Reglement der Gruppe CN. Vor allem in Europa wird diese Norm in nationalen semiprofessionellen Meisterschaften angewandt.
Mittlerweile spricht man von Prototypen nicht mehr nur bei Sportwagenrennen. Es gibt auch Tourenwagen-Klassen, bei denen die Fahrzeuge einen ähnlichen Unterbau wie die Sportprototypen haben, allerdings wird die Silhouette einem Serienmodell nachempfunden. Auch diese Tourenwagen-Prototypen wurden speziell für den Einsatz auf der Rennstrecke konstruiert und weisen meist nur noch aus Marketinggründen Ähnlichkeiten mit einem Modell aus der Serienproduktion auf. Eine der ersten europäischen Serien mit Silhouettefahrzeugen war 2003 die V8-Star, in Deutschland verfolgte die DTM bis 2020 dieses Konzept.
Für den Rallyesport werden ebenso spezielle Prototypen entwickelt. Bei Wüstenrallyes wie dem Africa Eco Race oder der Rallye Dakar gibt es eine Prototypenklasse, für die das Fahrzeug rein im Hinblick auf die Bedürfnisse einer solchen Rallye entwickelt wurde.
In der Motorrad-Weltmeisterschaft werden, im Gegensatz etwa zur seriennahen Superbike-Klasse, Prototypen in den Klassen Moto3, Moto2 und MotoGP eingesetzt.